# Авлашка
Авлашка — река в России, протекает по Республике Татарстан. Устье реки находится в 10 км по правому берегу реки Зыча. Длина реки составляет 23 км. Площадь водосборного бассейна — 192 км².

## Данные водного реестра
По данным государственного водного реестра России относится к Камскому бассейновому округу, водохозяйственный участок реки — Кама от Нижнекамского гидроузла и до устья, без реки Вятка, речной подбассейн реки — бассейны притоков Камы до впадения Белой. Речной бассейн реки — Кама.